# Karolína Baranová
Karolína Baranová (3. srpna 1989) je česká herečka.

## Životopis
Vystudovala Janáčkovu konzervatoř v Ostravě. Po absolvování v roce 2008 nastoupila do činoherního souboru libereckého  Divadla F. X. Šaldy. V roce 2023 získala Cenu Thálie za nejlepší ženský herecký výkon v činohře za roli Marie Antoinetty ve stejnojmenné hře.